# Kenta Kawai
Kenta Kawai (川井 健太?, Kawai Kenta; Uwajima, 7 giugno 1981) è un allenatore di calcio ed ex calciatore giapponese, di ruolo attaccante.

## Biografia
Anche suo fratello maggiore, Kōichi, è stato un calciatore, difensore dell'Ehime.

## Carriera

### Giocatore
Dopo essersi laureato alla Momoyama Gakuin University nel 2003, iniziò la sua carriera da professionista all'Ehime FC, squadra militante nella Japan Football League, in cui giocava già suo fratello Kōichi. Dopo aver ottenuto nel 2005 la promozione in J2 League, la seconda divisione giapponese, annunciò il suo ritiro dal calcio giocato, dopo appena due presenze nella stagione 2006.

### Allenatore
Dopo il ritiro, intraprese la carriera da allenatore. Nel 2012 fu ingaggiato come tecnico dall'Ehime FC Ladies, club femminile della città di Matsuyama.
Dal 1º febbraio 2018 ricoprì il ruolo di allenatore delle giovanili della squadra maschile dell'Ehime, mentre tre mesi più tardi, in seguito all'esonero di Shūichi Mase, fu promosso come tecnico della squadra maggiore, che stava per essere retrocessa in J3 League. Kawai riuscì a raggiungere la salvezza, conquistando il 18º posto in classifica su 22 partecipanti al torneo.
Nel 2021 è stato il vice allenatore del Montedio Yamagata, guidato in panchina da Peter Cklamovski. Dal 2022 al 2024, è stato allenatore del Sagan Tosu in J1 League, massima serie nipponica.